# Evá Zatkovič
Evá Zatkovič (* 2. August 2001) ist eine slowenische Volleyballnationalspielerin.

## Karriere
Zatkovič begann ihre Karriere 2017 bei Calcit Kamnik. Von 2021 bis 2023 spielte sie beim französischen Erstligisten RC Cannes. In der Saison 2023/24 war die Diagonalangreiferin in der zweiten italienischen Liga (A2) bei Tecnoteam Albese Volley Como aktiv. Danach wechselte die slowenische Nationalspielerin zum deutschen Bundesligisten Dresdner SC. Bereits Ende Dezember 2024 einigte sich die Spielerin und der Verein jedoch „im gegenseitigen Einvernehmen auf eine vorzeitige Vertragsauflösung“.